# 陳亮羽

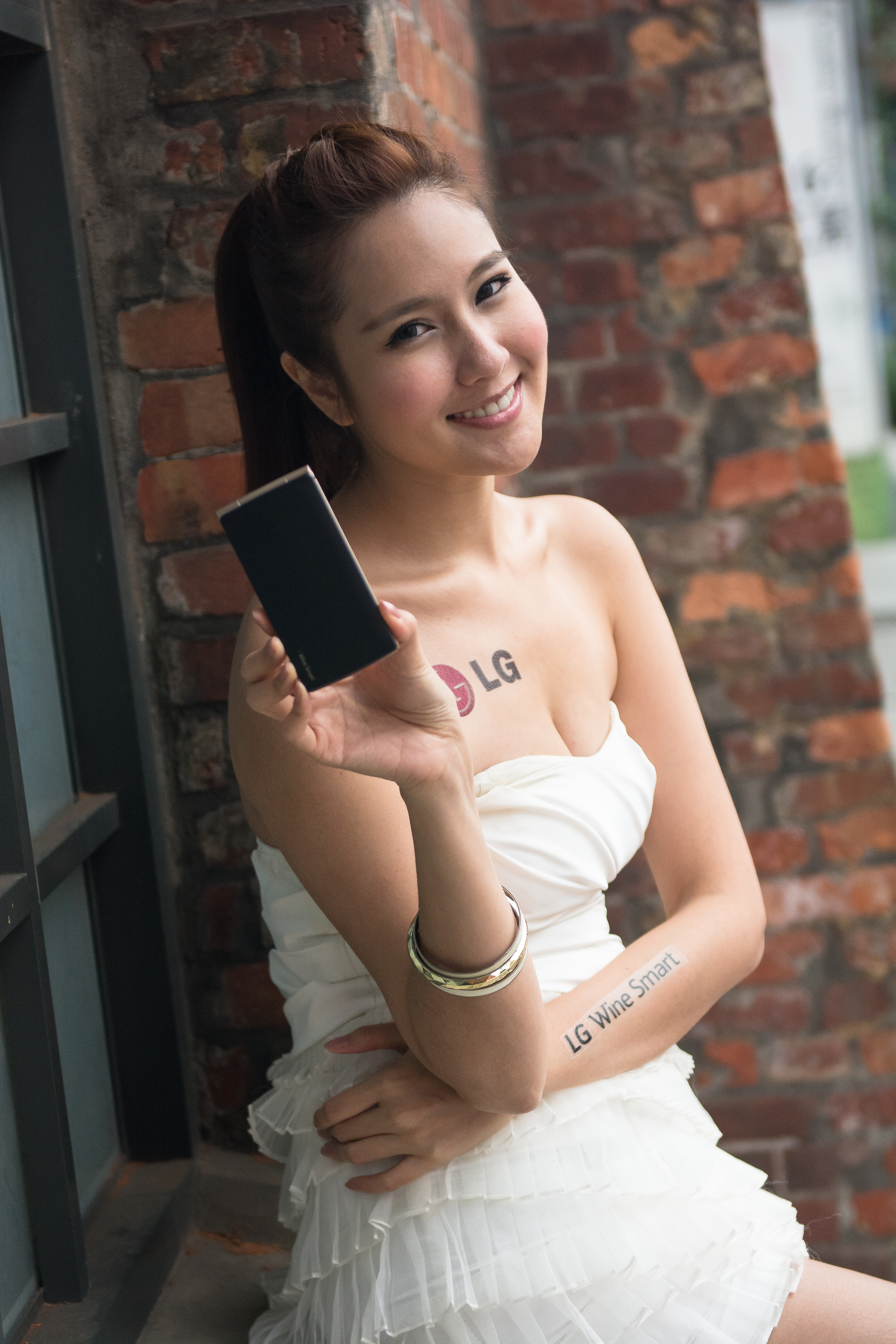
陳亮羽

陳亮羽（Stacey Chen，1984年11月3日—），藝名亮羽，原名陳秀青，臺灣女模特兒。2005年參加第三屆新光三越美少女選拔賽後入行，現在是伊林娛樂旗下藝人，拍過許多廣告、展示模特兒工作，亦參加過許多綜藝節目及MV演出。

## 演出作品

### 綜藝節目
- 《全民大悶鍋》（舉牌女郎及現場、短劇演出）
- 《周日八點黨》、《Power星期天》（〈案發現場躲貓貓〉報時小天使）
- 《國光幫幫忙》（助理）

### 電視廣告
- 台灣固網006台灣國際直撥
- 味全蔬果579
- 寶僑家品歐蕾多元修護霜
- 惠普相片多功能事務機-咖啡篇
- Panasonic EWAY行動衛星導航
- La New Bears 保暖夾克
- 正隆公司春風廚房紙巾
- Panasonic薄型化數位液晶電視
- 麥當勞Hello Kitty篇
- 擁抱藍天-公益廣告
- 家樂福-逛逛家樂福新年快樂真幸福

### 展示模特兒
- 2008台北車展 MAZDA Zoom-Zoom 名模人氣票選第一名
- MAC彩妝
- 資生堂
- 碧兒泉
- Stila
- Nokia手機
- BenQ手機
- 威盛電子
- 微軟記者會
- GUESS手表
- Land Rover
- 菲斯曼彩妝
- 三星電子手機SGH-G808
- 索尼愛立信手機
- 樂金電子手機LG Wine Smart台灣上市記者會

### MV演出
- 許晉豪 《期許》
- 潘瑋柏 《著迷》
- 李聖傑 《眼底星空》
- 周杰倫 《魔術先生》、《喬克叔叔》、《公主病》

## 外部連結
- 陳亮羽的Facebook專頁
- 陳亮羽的新浪微博